# Бетельгейзе
Бетельге́йзе (Alpha Orionis, α Ori) — друга за яскравістю зоря в сузір'ї Оріона, десята — найяскравіша зоря на нічному небі. Разом із Сіріусом (α Великого Пса, −1,46m) і Проціоном (α Малого Пса, 0,38m) утворює астеризм Зимовий Трикутник в екваторіальній частині неба та є центром астеризму Зимове Коло.

## Назва
За однією з версій, назва походить від араб. إبط الجوزاء «пахва близнюка», що вказує розташуванням зорі у фігурі Оріона. Існує інша версія: від араб. يد الجوزاء «рука близнюка».
2016 року Міжнародний астрономічний союз створив робочу групу в справах назв зір (англ. WGSN — Working Group on Star Names), щоб стандартизувати й каталогізувати власні назви зір для потреб міжнародної астрономічної спільноти; перший опублікований WGSN список закріплював назву Betelgeuse для цієї зорі. Під цією самою назвою вона внесена в Каталог назв зір Міжнародного астрономічного союзу.

## Характеристика
Бетельгейзе — червоний надгігант, напіврегулярна змінна зоря, блиск якої змінюється від 0,2m до 1,2m й у середньому становить близько 0,7m. Відстань до зорі складає приблизно 430 св. років, а її світність — 40 000—100 000 світностей Сонця (болометрична). Це одна з найбільших відомих зір: якщо її розташувати на місці Сонця, то щонайменше вона заповнила б орбіту Марса, а щонайбільше — досягала б орбіти Юпітера. Об'єм Бетельгейзе принаймні в 160 млн разів перевищує об'єм Сонця; його маса перевищує масу Сонця в 15–20 разів. Один оберт навколо своєї осі Бетельгейзе робить за 17 років.

## Історія спостережень
Червоний колір Бетельгейзе був помічений ще в античності: про нього, зокрема, згадував давньогрецький учений Клавдій Птолемей. Цікаво, що перед трьома століттями до Птолемея астрономи Давнього Китаю визначали колір зорі як жовтий. У XIX столітті, до появи сучасної системи класифікації зір, італійський астроном і священник Анджело Секкі у своїй класифікації відніс Бетельгейзе до ІІІ класу зір (помаранчеві та червоні гіганти).
Уперше зміну блиску Бетельгейзе описав Джон Гершель у своїй праці «Нариси з астрономії» (Outlines of Astronomy, 1849). Учений спостерігав цикли зміни блиску Бетельгейзе у 1836—1852 роках і описав максимуми блиску в 1837 і 1839 роках, коли вона стала яскравішою за Рігель[джерело?].
У записах Американської асоціації спостерігачів змінних зір (AAVSO) зафіксовано максимум яскравості 0,2m у 1933 й 1942 роках і мінімум 1,2m у 1927 й 1941 роках.
13 грудня 1920 року американський фізик Альберт Майкельсон та астроном Френсіс Піз в обсерваторії Маунт-Вілсон за допомогою астрономічного інтерферометра виміряли видимий із Землі кутовий розмір зорі, що склав 0,047″.
Бетельгейзе стала першою після Сонця зорею, для якої отримано зображення диска й плям на ньому: спочатку за допомогою телескопів Stratoscope,[відсутнє в джерелі] а пізніше, у 1997—2000 роках, за допомогою телескопа COAST.
Спостереження у високій роздільності, зроблені супутником AKARI, виявили навколо Бетельгейзе ударну хвилю, що виникає внаслідок руху зорі в міжзоряному середовищі. Інтенсивний зоряний вітер, характерний для зір на пізній стадії еволюції, зіштовхується з навколишнім середовищем. На зйомці в інфрачервоному випромінюванні це помітно у вигляді дуг навколо зорі. Розмір і вигляд цих дуг дозволили оцінити швидкість Бетельгейзе відносно навколишнього середовища: близько 30 км/с.
Лауреат Нобелівської премії з фізики Чарлз Гард Таунс планує продовжувати моніторинг Бетельгейзе за допомогою спеціального спектрометра для інтерферометра.
На початку 2023 року Бетельгейзе знову почав поводитися дивно. Він уже привернув був увагу астрономів у 2019—2020 роках, коли сталася подія, відома як «велике потьмяніння», і тепер Бетельгейзе знову став незвичайно яскравим. Зараз її яскравість складає 142 % звичайної, хоч дещо і коливається. У квітні 2023 року Бетельгейзе досягла піку яскравості в 156 % звичайного, і вчені очікують, що в майбутньому яскравість тільки зростатиме. Зараз він став сьомою за яскравістю зіркою в нічному небі, хоча зазвичай займала 10-те місце. Дослідники вважають, що поведінка Бетельгейзе пов'язана з нестабільністю, що почалася після потьмяніння 2019 року. У науковому дослідженні група вчених під керівництвом Моргана Маклауда з Гарвард-Смітсонівського центру астрофізики з'ясувала, що 400-денний цикл зміни яскравості Бетельгейзе скоротився вдвічі. Цей цикл пульсації обумовлений розширенням і стисненням усередині зірки. Згідно з моделюванням, проведеним Маклеодом і його колегами, всередині Бетельгейзе міг виникнути конвективний шлейф, який перетворився на матеріал, що відривається від зірки; цей процес зруйнував 400-денний цикл зірки, створивши натомість 200-денний.
24 жовтня 2023 року на сервері препринтів arXiv опубліковано чергову гіпотезу, яка пояснює незвичайні зміни яскравості зірки. Згідно з нею, цілком можливо, що надгігант Бетельгейзе поглинув іншу зірку. Моделювання показало, що злиття зорі з масою, в 16 разів більшою за масу Сонця (прим. — приблизна маса Бетельгейзе), з зорею з масою, в чотири рази більшою від маси Сонця, призводить до повного поглинання меншої. Це супроводжується сильним викидом енергії і випромінюванням; крім того, злиття двох зірок не припиняє еволюцію червоного надгіганта і може супроводжуватися викидами газу зі швидкістю 200—300 км/с, — повідомили вчені.
Відповідно до повідомлення LiveScience, Бетельгейзе ненадовго зникне 12 грудня 2023 року, о 3:17 (за київським часом), коли астероїд 319 Leona закриє собою зірку. Подія, яка триватиме лише 12 секунд, стане цінною можливістю для астрономів створити карту поверхні гігантської зірки, яку вчені пов'язують з її нещодавньою дивною поведінкою. Спостерігати унікальне явище можна буде лише з обмеженого регіону нашої планети, а саме від Азії до південної Європи, Флориди (США) та східної Мексики. Спеціалісти Virtual Telescope Project транслюватимуть затемнення в онлайн-режимі.
В 2025 році, як повідомило видання The Astrophysical Journal Letters, команда астрономів з телескопу «Gemini North» на Гаваях виявила, що червоний надгігант Бетельгейзе, ймовірно, має свого зоряного супутника. Дослідникам вдалось розгледіти слабке блакитне світло, ймовірно, від молодої зірки, яка обертається навколо Бетельгейзе. Нововідкрита зірка має масу приблизно в півтора раза більшу за Сонце, але її яскравість – усього 0,4 % від яскравості Бетельгейзе. До того ж, вона  дуже близько – всього в чотири рази далі від Бетельгейзе, ніж Земля від Сонця.

## Видимість
У нічному небі Бетельгейзе досить легко помітити неозброєним оком завдяки її червоно-помаранчевому кольору. У північній півкулі починаючи з січня Бетельгейзе піднімається на східному боці неба після заходу Сонця. Від середини вересня до середини березня зоря видима практично в кожній точці земної кулі, за винятком кількох дослідницьких станцій в Антарктиді на південь від широти 82°. У травні (для помірних північних широт) або червні (для південних широт), зорю можна спостерігати низько на західному горизонті після заходу сонця; від середини серпня її видно в передсвітанкові години. У червні-липні Бетельгейзе «ховається» в денному світлі й невидима для неозброєного ока (її можна побачити лише в телескоп). Найкращим часом для спостереження Бетельгейзе вважається середина грудня.

## Еволюція
Бетельгейзе є червоним надгігантом, який еволюціонував від O-зорі головної послідовності. З фізичних характеристик зорі (розміру, спектрального класу, кольору) видно, що Бетельгейзе перебуває на завершальній стадії еволюції і невдовзі закінчить своє існування спалахом наднової. Після цього Бетельгейзе, можливо, перетвориться на білого карлика. Варіанти еволюції зорі залежать від її маси та інших фізичних параметрів.
Під час спалаху зоря, за розрахунками, може досягти −9m зоряної величини у видимому діапазоні, що приблизно дорівнює 10 % яскравості місяця. Після вибуху блиск поступово спадатиме, що зробить зорю невидимою неозброєним оком. За кілька століть на місці плеча Оріона з'явиться туманність.

## Згадки в культурі
Назва фільму Бітлджус (Beetlejuice, 1988) є алюзією на назву зорі.
У книзі й фільмі «Путівник Галактикою» Форд Префект походить із «планети неподалік Бетельгейзе».